# 1838 Ursa
1838 Ursa este un asteroid din centura principală, descoperit pe 20 octombrie 1971 de Paul Wild.